# Syngatha pupurascens
Syngatha pupurascens är en fjärilsart som beskrevs av George Francis Hampson 1914. Syngatha pupurascens ingår i släktet Syngatha och familjen nattflyn. Inga underarter finns listade i Catalogue of Life.